# Xantus Barbara
Xantus Barbara, Kalász Barbara (Budapest, 1967. szeptember 14. –) magyar színésznő. Ükapja, Xántus János természettudós, utazó, néprajzkutató, állatkertalapító iránti tiszteletből változtatta meg családi nevét.

## Élete
Dr. Kalász György belgyógyász, gasztroenterológus és Xantus Judit lányaként született. A középiskola elvégzése után az ELTE bölcsészkarának francia – magyar szakára járt. Francia nyelvtudását aztán televíziós pályafutásakor is kihasználták a Família Kft. rendezői: néhány rész elejéig a Szép család Ausztriába ment síelni, ahol Krisztának, azaz Xantus Barbarának nyoma veszett, viszont a családja találkozik egy rá megszólalásig hasonlító francia lánnyal (akit természetesen Xantus alakít), és hatalmas galiba keveredik ebből. Az egyetem 4. évében a Gór-Nagy Mária Színitanodába jelentkezett, ahova a Színművészeti Főiskolával egy időben felvételt nyert. A Színitanodát választotta, így válhatott a Família Kft. című televíziós sorozattal szélesebb körben ismertté.
Férje Szurdi Miklós rendező, a Vörösmarty Színház egykori igazgatója. Lányuk Panna (1997-ben született), fiuk Balázs Benjámin (2004-ben született). Panna 2008-ban filmszerepet kapott: a ZooKids - Mentsük meg az Állatkertet! című filmben Brekit alakította. 2019-től a Színház- és Filmművészeti Egyetem hallgatója. Jó barátságban van Csonka András színésszel. 1999-ben elsőként a magyar színésznők közül levetkőzött a Playboynak.
2003-tól a székesfehérvári Vörösmarty Színházban játszott.
2008-tól ő az első magyar színésznő, aki producerként is tevékenykedik.
2010-ben ismét bemutatták Elton John & Tim Rice AIDA c. musicaljét, amely előadásban Barbara Amneris hercegnőt játssza, illetve ő az előadás egyik producere.
2014-től a Veres 1 Színház, 2015-2021 között a Turay Ida Színház társulatának tagja volt. 2017-2020 között a Színház- és Filmművészeti Egyetem drámainstruktor-színjátékos szakos hallgatója volt.
2025-től a gyömrői Hankó István Művészeti Központ igazgatója.

### Magánélete
Férje Szurdi Miklós volt. Gyermekei Szurdi Panna és Szurdi Balázs Benjamin.

## Filmjei

### Játékfilmek
- Vademberek (2001) – lány
- Mentsük meg az Állatkertet (2008)
- Hét perc (2013) r: Szurdi Miklós
- Hanna (2016) r: Szabó Szonja

### Tévéfilmek
- Francia szobalány
- Família Kft. (1991–1999) – Kriszta
- A csalás gyönyöre (1992)
- Privát kopó (1 epizód, 1993) – Mary
- Kapj el! (1995)
- Osztálytalálkozó (1 epizód, 1999)
- Mai mesék: Egy kis szívesség (2000) – feleség
- Családi kör – anya (sorozat, 2000)
- Rendőrsztori (4 epizód, 2002) – Papp Edit
- Barátok közt (45 epizód, 2006-2007) – Császár Ibolya
- Tűzvonalban (2008–2009) – Mándoki
- Casino (2011) – Gergely Panna
- Drága örökösök (2020) - Kovács Ibolya
- Jóban Rosszban (2021) - ál Olga Bonderenko
- Oltári történetek (2021) - Szilágyi Helena
- Drága örökösök – A visszatérés (2023) - Kovács Ibolya

## Szinkron
- Brasil
- Wayne világa
- Szuperman
- Egy anya imája
- Jane Eyre
- Halál sekély vízben
- Halálugrás

## Színház
- Aida Musical AMNERIS honlap: https://web.archive.org/web/20180824042106/http://ujaida.net/
- Ahogy tetszik – bemutató: Fiatalok Színháza a Stefánián, 2001. január 19.
- A bolond lány – bemutató: József Attila Színház, 2001. október 13.
- Egy bolond százat csinál – bemutató: Budapesti Operettszínház, 1999. május 29.
- Chicago – bemutató: Vörösmarty Színház, 2004. június 25.
- A csodák városa – bemutató: Vörösmarty Színház
- Diótörő és Egérkirály – bemutató: Vörösmarty Színház, 2003. december 19.
- Együtt a banda! – bemutató: Vörösmarty Színház, 2002. április 27.
- Elvámolt nászéjszaka – bemutató: Fogi Színháza
- Figaro házassága – bemutató: Vörösmarty Színház, 2006. augusztus 1.
- Garrick, a színész - avagy ízlés dolga – bemutató: Vörösmarty Színház
- Hair – bemutató: Vörösmarty Színház, 1996. február 29.
- Három koporsó – bemutató: Vörösmarty Színház, 2007. február 25.
- Egy hónap falun – bemutató: Vörösmarty Színház, 2008. január 11.
- III. Richárd – bemutató: Vörösmarty Színház, 2007. április 13.
- Illatszertár – bemutató: Vörösmarty Színház
- Katonadolog – bemutató: Fiatalok Színháza a Stefánián, 1996. június 2.
- Kísértet tangó – bemutató: Vörösmarty Színház, 2007. február 18.
- A lázadó – bemutató: Vörösmarty Színház, 2008. február 8.
- Malom a pokolban – bemutató: Vörösmarty Színház, 2006. november 10.
- Marvin szobája – bemutató: Vörösmarty Színház, 2006. február 24.
- Operettvarázs – bemutató: Vörösmarty Színház, 2005. június 30.
- Párizs, Piaf színész – bemutató: "A" Színház
- Piszkavas – bemutató: Vörösmarty Színház, 2008. május 11.
- Rómeó és Júlia – bemutató: Fiatalok Színháza a Stefánián, 2003. március 1.
- Tündérlaki lányok színész – bemutató: Vörösmarty Színház, 2004. március 19.
- A vagina monológok – bemutató: Pécsi Harmadik Színház
- Veszedelmes viszonyok – bemutató: Vörösmarty Színház
- Copperfield Dávid - bemutató: Vörösmarty Színház, 2009. eleje
- A kaktusz virága - bemutató: Bánfalvy Stúdió, 2013. augusztus 30.
- Gina és Fidel - bemutató: Horatio Színházi Csoport, 2014.
- A maláji lány - bemutató: Turay Ida Színház, 2015. március 14.
- Női furcsa pár - bemutató: Veres1Színház, 2015. szeptember 18.
- Égben maradt repülő - bemutató: Turay Ida Színház, 2016. február 20.
- Francia szobalány - bemutató: Turay Ida Színház, 2016. december 17.
- A férfiak a fejükre estek! - bemutató: Turay Ida Színház, 2017. március 18.
- Janika - bemutató: Turay Ida Színház, 2017. október 14.
- Kávéház a vén fiákerhez - bemutató: Turay Ida Színház, 2017. november 30.

## Zenei albumai
- Barbara (1995)
- Idegen csók (2001)

## Díjai, elismerései
- Pro Theatro Civitatis Albae Regalis (Fehérvár Színházért) díj (2005)
- Arany Zsiráf-díj – Az év hazai felfedezettje (1996)